# ワシントン・パーク (シカゴの公園)
ワシントン・パーク（英: Washington Park）は、アメリカ合衆国イリノイ州シカゴ市サウスサイドのワシントン・パーク地区マーティン・ルーサー・キング・ドライブ南5531番地にある公園である。コテージ・グローブ・アベニューとマーティン・ルーサー・キング・ドライブの間に挟まれた51丁目街から60丁目街までの約1.5平方キロメートル（372エーカー）の区画に位置する。1870年代に造成され、1880年頃に米国初代大統領ジョージ・ワシントンに因んで命名された。シカゴ市内にある「ワシントン」の名を含む4つの公立公園（残りの3つはディナ・ワシントン・パーク、ハロルド・ワシントン・パーク、ワシントン・スクエア・パーク）中最大の面積を有し、敷地内にはデュセーブル黒人歴史博物館・教育センターが立地している。2016年夏季オリンピックのシカゴ招致活動においては、オリンピック・スタジアムおよび競泳競技場建設の候補地として提案された。2004年8月20日にアメリカ合衆国国家歴史登録財に登録。

## 計画
ワシントン・パークの建設は、シカゴの不動産王で、隣接するハイド・パーク地区の造成にも関わったポール・コーネルによって考案された。コーネルはイリノイ州議会にサウス・パーク委員会の設置を働きかけ、これが奏功すると、1869年、委員会は公園とダウンタウンと既存のウェスト・パーク・システムを結ぶ大通りの建設場所をシカゴ南部の4.0平方キロメートル超の土地に設定した。当初この区画はサウス・パークと呼ばれ、東側部分が今日のジャクソン・パーク、中央部分がミッドウェイ・プレイサンス、西側部分がワシントン・パークに相当する。コーネルはフレデリック・ロー・オルムステッドとカルバート・ボークスを雇って造園計画の策定を依頼した。この時の設計図は一度1871年のシカゴ大火で焼失している。
最初に敷地の調査が行われた際、敷地は裸木に覆われており、これを見たオルムステッドは樹木に囲まれた草原を造ることでその特徴を維持しようと決めた。オルムステッドの計画では、芝の成長を抑えるために羊を放牧させることになっていた。コーネルはオルムステッドに対し公園内にスポーツエリアを入れるよう求めたが、オルムステッドは自然な雰囲気があることを大事にし、5万3000平方メートルほどの池を設置した。1881年に区画の西側がワシントン・パークの名に改められた。

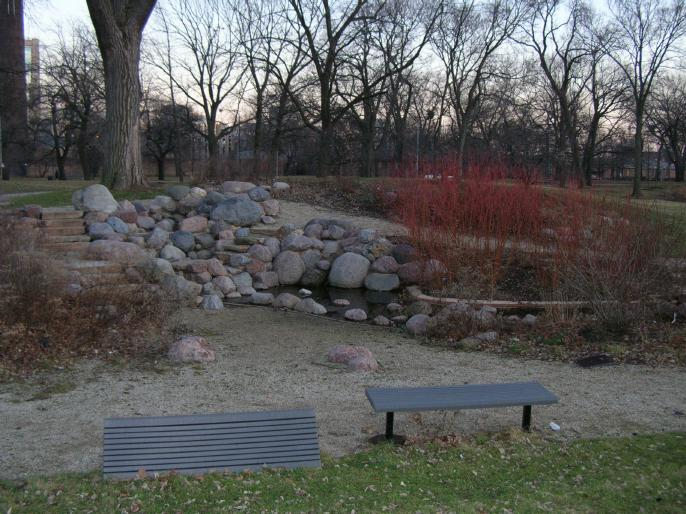
公園内の岩石庭園。

オルムステッドによって、公園の東西には2本のブールバードが貫くよう設計された。これらの通りはシカゴのブールバード・システムの一環を成している。ワシントン・パークからミッドウェイを東に進むとジャクソン・パークに、ガーフィールド・ブールバードを西に進むとシカゴ・ミッドウェー国際空港、ドレクセル・ブールバードを北に進むとシカゴ中心街に至る。

## 施設・公園内
1871年の大火や1873年の恐慌などにより経済的に厳しい条件にある中、造園事業はホーレス・クリーブランドらによって実行され、オルムステッドが描いたワシントン・パークのビジョンは概ね実現された。一方、大火によって公園建設への支出が削減され、敷地内のウォーターパークの建設は断念された。1897年には、公園敷地内のコテージ・グローブ56丁目街にD・H・バーナム社によってデザインされた温室と沈床園が設置されたが、1930年代に世界恐慌の煽りを受けて維持が難しくなり、市内のフンボルト・パークやダグラス・パークの温室などと共に解体された。一方、リンカン・パーク温室およびガーフィールド・パーク温室は取り壊しを免れ、存続することとなった。
建築家のダニエル・バーナムは1880年に石灰石製の円形厩舎、1881年に食堂、1910年にはサウス・パーク委員会用の管理庁舎を設計した。その他当初の公園内にはクリケット場、野球場、滑り台、アーチェリー場、ゴルフコース、プール、自転車道、手漕ぎボート、馬蹄投げ、温室、バラ園、野外音楽ステージ、6匹のワニを飼育する動物園、スイレンの池などが設置されていた。スイレンの池は珍しく、公園内の随一の魅力だった。現在、管理庁舎にはデュセーブル黒人歴史博物館・教育センターが入居している。公園の環境維持は、バーナムらがシカゴ全体の都市計画について著した「バーナム・プラン」の示す方向性に基づいて継続されている。
1879年12月の植樹式には、前大統領であるユリシーズ・グラントが参加し、これを記念して銘板入りの記念岩が設置された（現存せず）。1920年代には黒人野球チームがワシントン・パークの敷地内で試合を行っていた。また同時期に、米国を代表するテニス選手であるジョージ・ロットもここでテニスを始めていた。
敷地南東側の角のコテージ・グローブ61丁目街には、ワシントン・パーク競馬場が1883年から1905年にかけて所在しており、当時としては最大級の競馬場であった。また、内側には9ホールの短いゴルフコースが建設され、一部の建物は公園地区の一部として今日も残っている。コテージ・グローブ58丁目街の厩舎はシカゴ警察に供用されていた。イリノイ州が賭博を非合法化すると、競馬場は閉鎖され、シカゴの南にあるホームウッドに新しい競馬場が建設された。
米国クロスカントリー大会が、1933年、1957年、1958年、1962年、1963年、1964年、1967年、1970年、そして1972年にここで開催されている。

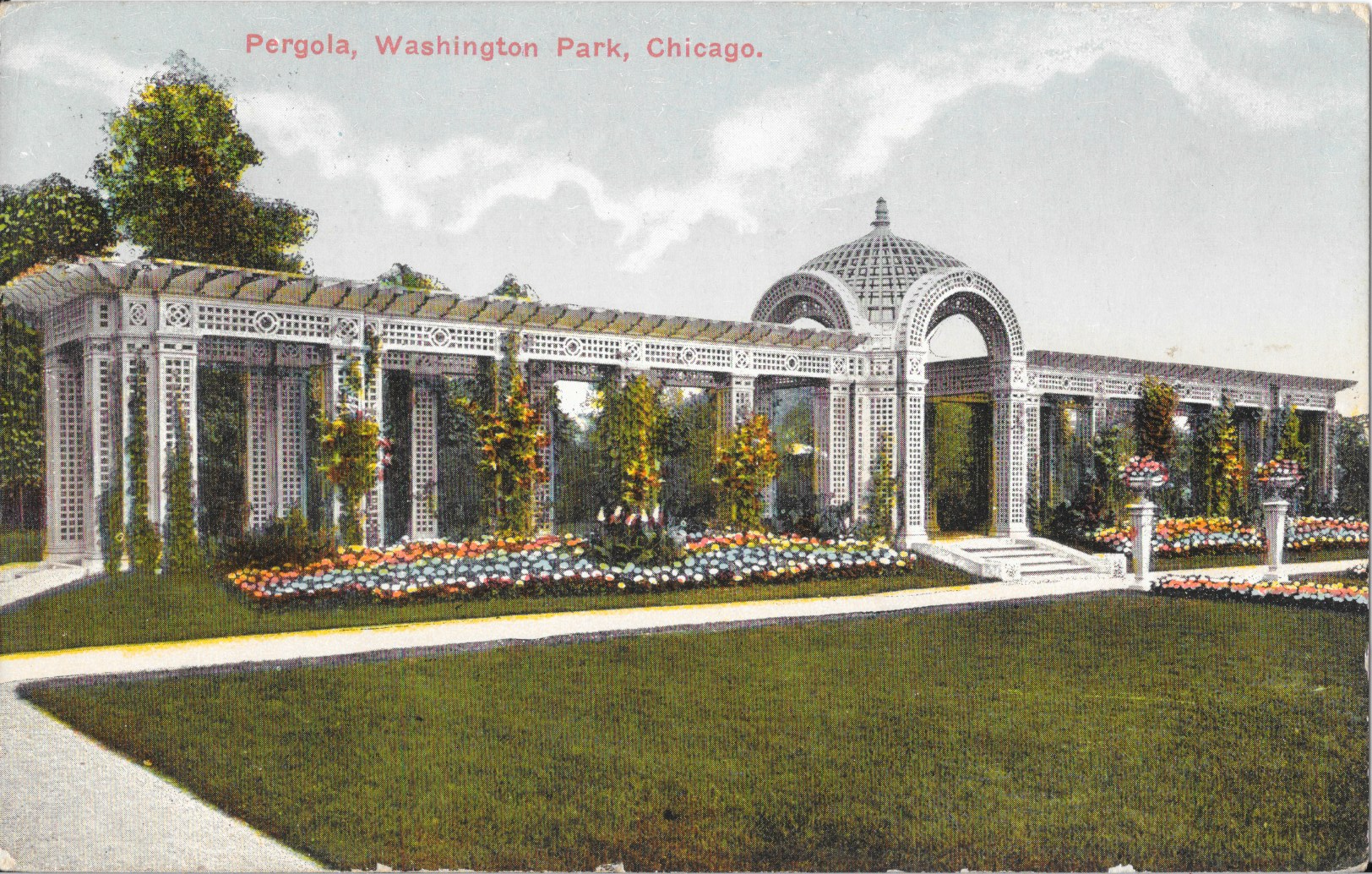
1916年頃のパーゴラ。

第一次世界大戦後は、アフリカ系アメリカ人が近隣に進出したことによる人口動態の変化により、たびたび緊張と紛争の場となった。1961年には、デュセーブル・アフリカ系アメリカ人歴史博物館が開設され、アフリカ系アメリカ人の歴史、芸術、文化の振興を担っている。

## 2016年夏季オリンピック招致
2016年9月21日、当時のシカゴ市長リチャード・M・ダレイは、2016年夏季オリンピックのシカゴ招致構想の一環としてオリンピック・スタジアムをワシントン・パークに設置することを提案すると発表した（国際オリンピック委員会は夏季五輪開催都市に最低でも8万人を収容できる程度の競技場があることを求めていた）。当初スタジアムは五輪開催時には9万5000人を収容でき、五輪後には陸上競技や文化行事用に1万人を収容できる程度の地下競技場に改装される予定であり、建設費用は3億ドルから4億ドルと見積もられた。
その他計画には常設ホッケー場の新規建設、公園内に所在する州兵の弾薬庫であるジョーンズ・アーモリーの活用、公園内を東西に走るモーガン・ドライブをトンネル化した上での歩道の新規建設などが含まれていた。さらに、2008年12月末には水泳競技場の建設も計画に追加された。しかし、この計画を実現した場合にはワシントン・パークのアメリカ合衆国国家歴史登録財への登録を維持できないだろうとする見解に加え、連邦から仮設スタジアム建設のための予算が下りず、最終的に2009年10月に2016年五輪の開催地がブラジルのリオデジャネイロに決定したことで、計画は中止となった。

## 国家歴史登録財
ワシントン・パークはアメリカ合衆国登録歴史地区として国家歴史登録財に登録されており、15の建築物、28の構造物、そして8の物品が内包されている。公園内の著名な観光地には、デュセーブル・アフリカ系アメリカ人歴史博物館とその彫刻庭園、ロラド・タフトによる彫刻作品『Fountain of Time』などがある。